# Możylinek

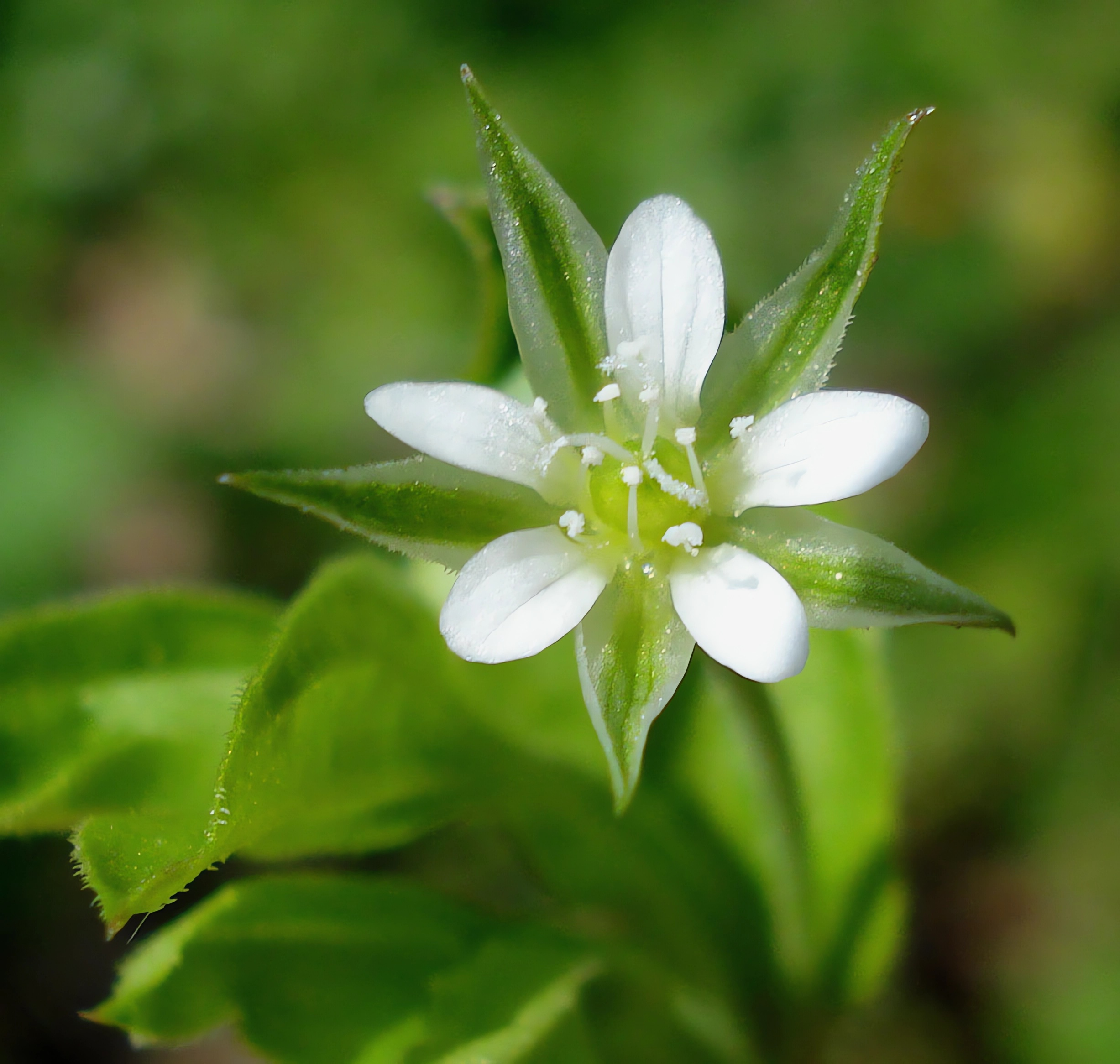
Kwiat możylinka trójnerwowego

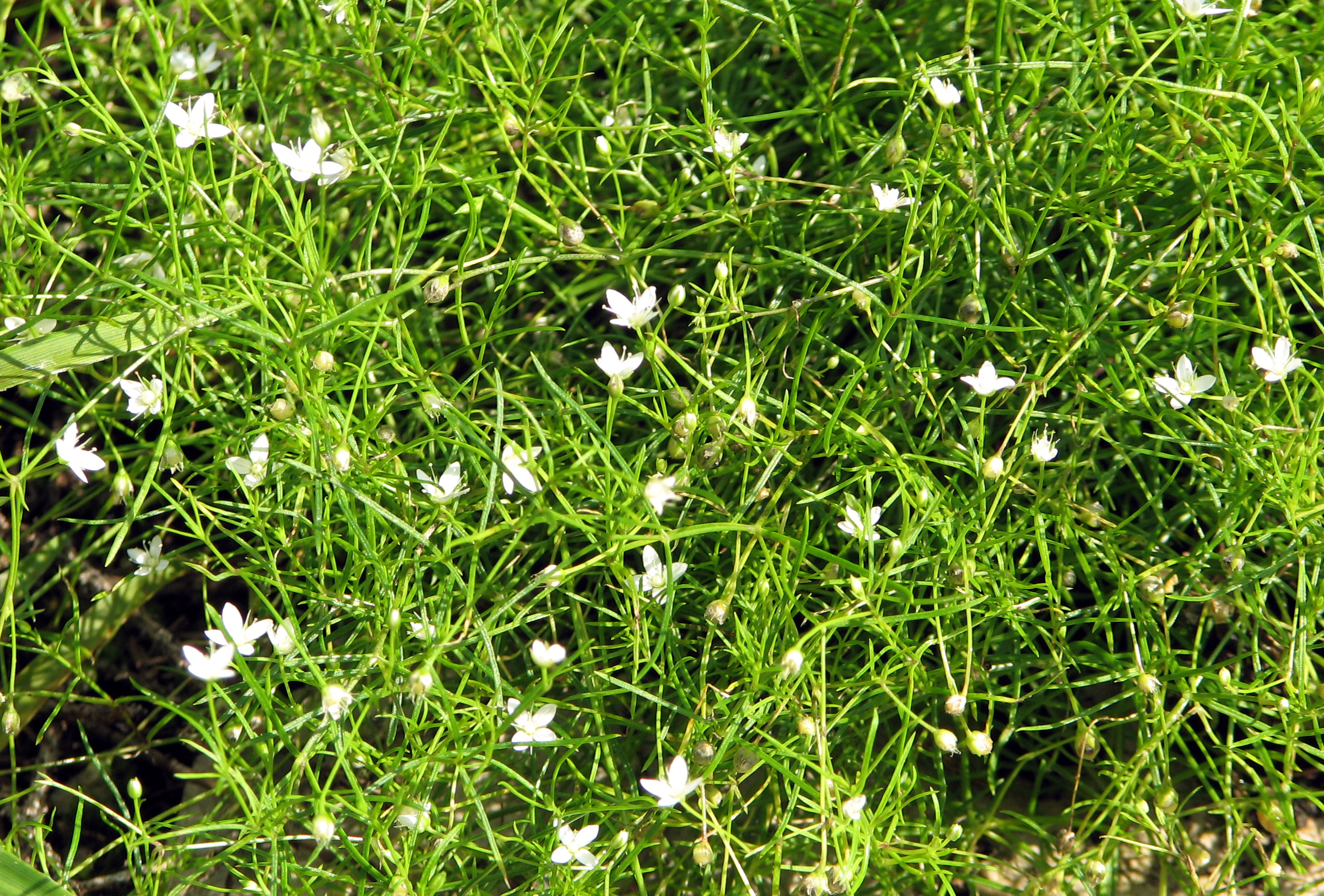
Pokrój możylinka mchowatego

Możylinek (Moehringia L.) – rodzaj roślin należący do rodziny goździkowatych. Obejmuje ok. 25–29 gatunków występujących w strefie umiarkowanej chłodnej Ameryki Północnej, Azji i Europy. W Polsce rosną dziko dwa gatunki – pospolity możylinek trójnerwowy (M. trinervia) oraz możylinek mchowaty (M. muscosa).

## Morfologia
PokrójNiewielkie rośliny jednoroczne lub byliny o pędach płożących, podnoszących się lub wzniesionych, o łodygach okrągłych lub kanciastych, pojedynczych lub rozgałęzionych.
LiścieNaprzeciwległe, ogonkowe lub siedzące, ale nie zrosłe nasadami. Blaszka liściowa lancetowata lub eliptyczna do szerokojajowatej, na szczycie ostra lub tępa z 1–3 żyłkami wiązek przewodzących.
KwiatyPojedyncze lub zebrane w luźne wierzchotki. Szypułka prosta, u niektórych gatunków podczas owocowania w dół zgięta. Hypancjum drobne, dyskowate. Działki kielicha w liczbie 5 (rzadziej 4), zielone z białym brzegiem, owalne, do 6 mm długości. Płatki też w liczbie 5 (rzadziej 4), białe, bez paznokcia i na szczycie całobrzegie. Miodniki obecne są jako mięsiste wyrostki u nasady nitek pręcików. Tych jest 10, rzadko 8. Szyjki słupka 3, nitkowate, mają poniżej 2 mm długości i zakończone są podłużnymi znamionami.
OwoceTorebki owalne lub kuliste, otwierające się 6 odgiętymi ząbkami. Zawierają elipsoidalnych lub nerkowatych 2–6 nasion zaopatrzonych w elajosom.

## Systematyka
Pozycja według APweb (aktualizowany system APG IV z 2016)
Należy do rodziny goździkowatych (Caryophyllaceae), rzędu goździkowców (Caryophyllales) w obrębie dwuliściennych właściwych. W obrębie goździkowatych należy do podrodziny Alsinoideae plemienia Alsineae. Rodzaj stanowi takson siostrzany dla rodzaju piaskowiec (Arenaria), od którego różni się obecnością elajosomów oraz podstawową liczbą chromosomów x = 12.
Pozycja rodzaju w systemie Reveala (1993-1999)
Gromada okrytonasienne (Magnoliophyta Cronquist), podgromada Magnoliophytina Frohne & U. Jensen ex Reveal, klasa Rosopsida Batsch, podklasa goździkowe (Caryophyllidae Takht.), nadrząd Caryophyllanae Takht., rząd goździkowce (Caryophyllales Perleb), podrząd Caryophyllineae Bessey in C.K. Adams, rodzina goździkowate (Caryophyllaceae Juss.), rodzaj możylinek (Moehringia L.).
Wykaz gatunków
- Moehringia argenteria Casazza & Minuto
- Moehringia bavarica (L.) Gren.
- Moehringia castellana (J.M.Monts.) Rivas Mart., Cantó & J.M.Pizarro
- Moehringia ciliata (Scop.) Dalla Torre – możylinek orzęsiony
- Moehringia concarenae F.Fen. & F.Martini
- Moehringia × coronensis Behr
- Moehringia dielsiana Mattf.
- Moehringia diversifolia Dolliner ex W.D.J.Koch
- Moehringia glaucovirens Bertol.
- Moehringia grisebachii Janka
- Moehringia × hybrida A.Kern. ex Mazzetti
- Moehringia hypanica Grin & Klokov
- Moehringia insubrica Degen
- Moehringia intermedia (Loisel.) Panizzi
- Moehringia jankae Griseb. ex Janka
- Moehringia lateriflora (L.) Fenzl
- Moehringia lebrunii Merxm.
- Moehringia macrophylla (Hook.) Fenzl
- Moehringia markgrafii Merxm. & Gutermann
- Moehringia minutiflora Bornm.
- Moehringia muscosa L. – możylinek mchowaty
- Moehringia papulosa Bertol.
- Moehringia pendula (Waldst. & Kit.) Fenzl
- Moehringia pentandra J.Gay
- Moehringia pichleri Huter
- Moehringia sedoides (Pers.) Cumino ex Loisel.
- Moehringia stellarioides Coss.
- Moehringia tommasinii Marches.
- Moehringia trinervia (L.) Clairv. – możylinek trójnerwowy
- Moehringia umbrosa (Bunge) Fenzl
- Moehringia villosa (Wulfen) Fenzl